# Norrbys i Väte

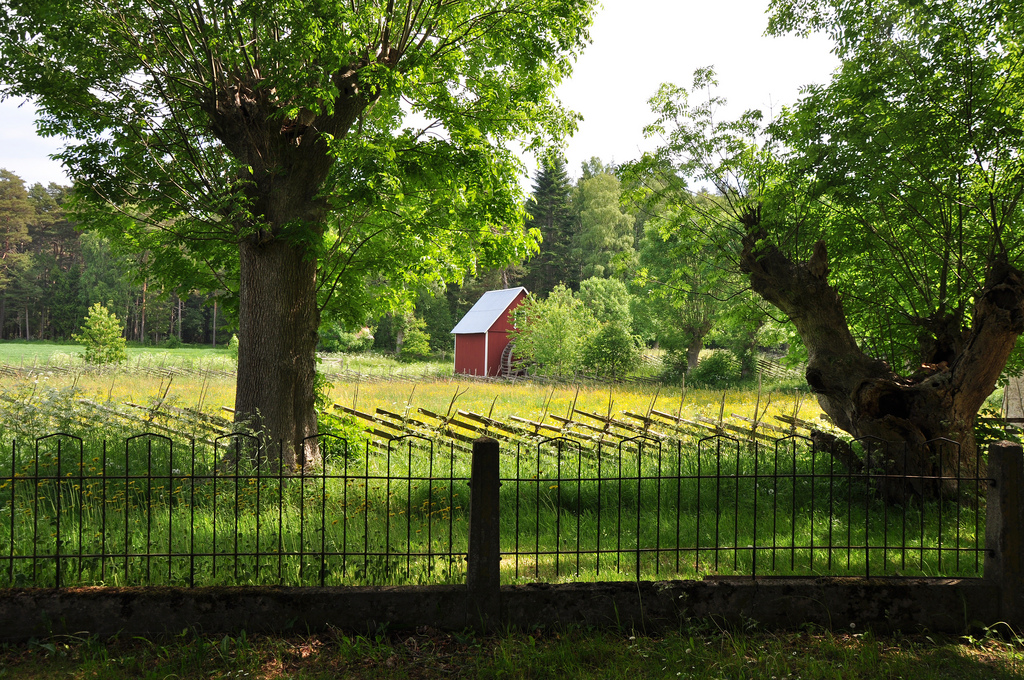
Kvarnen vid Norrbys i Väte

Norrbys i Väte  i  Väte socken är ett kulturreservat på Gotland, som inrättades 2002.

## Fotogalleri

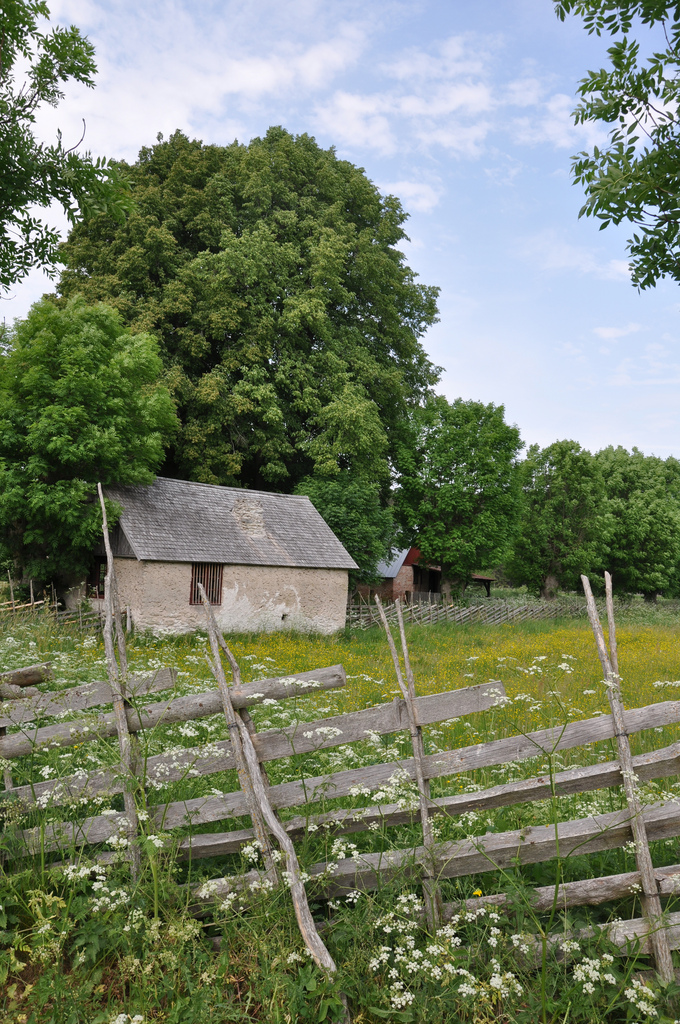
Tun vid Norrbys
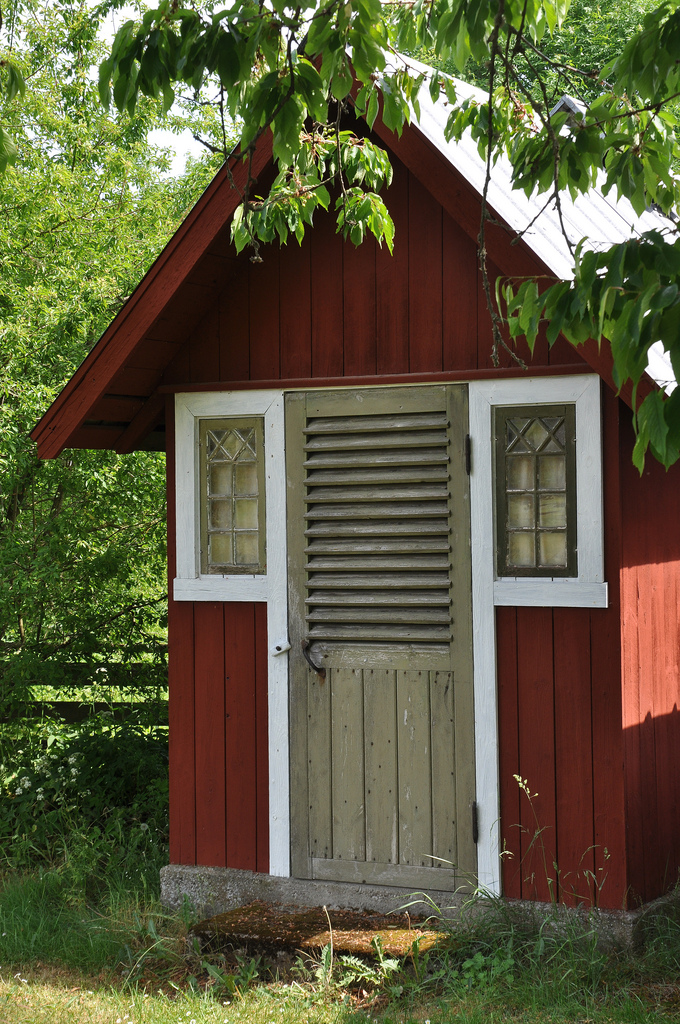
Norrbys